# Lockington-Hemington
Lockington-Hemington est une paroisse civile du Leicestershire, en Angleterre. Comme son nom l'indique, elle est composée des villages de Lockington et Hemington. Administrativement, elle relève du district du North West Leicestershire. Au recensement de 2011, elle comptait 838 habitants.